# 教育課程
教育課程（きょういくかてい）とは、学校教育の内容を系統立てて配列したものをいう。

## 概要
教育課程は、教育内容の広範かつ一般的な計画という側面を持つ。カリキュラムと教育課程の意味するところは必ずしも同じではないが、教育課程はカリキュラムに相当する用語として使われるようになった。カリキュラムのうち、具体的な教育計画を指すこともある。戦後、教育課程の用語を使うようになったのは、学校での教育活動が、教科学習のほかに教科外の諸活動（学校行事、学級活動、クラブ活動など）を含んでおり、これら教科外活動を正当に位置付けることが重視されるようになったからである。一般的に教育課程に定められた条件を満たすことによって、修了や卒業などが認定されることが多い。
教育課程は、一般的に学校教育をはじめ、児童、生徒、学生などによって学ばれることの体系である。学習指導要領（平成29年告示）では、「学校において編成する教育課程については、学校教育の目的や目標を達成するために、教育の内容を生徒の心身の発達に応じ、授業時数との関連において総合的に組織した各学校の教育計画である」と示される。教育課程には、特定の職業分野において必要な資質を育むためにある程度、厳密に定められているものもある。
教育課程の同音異義語に、教育のプロセス（教育活動の過程全体とその要素と働き方）を指す教育過程があるが、教育過程は、教育課程と区別される別々のものである。

## 教科・科目と教科外活動など
教育課程は、教科・科目の目標や内容などを定めた教科課程（きょうかかてい）・学科課程（がっかかてい）などと、教科・科目以外のさまざまな活動からなる教科外活動（特別活動、旧: 特別教育活動）などの2つの部門から成り立っている。
第二次世界大戦前の日本における教育では、教科課程・学科課程などが教育課程のほぼすべてとも言えた。このため、教育課程については、どのような教科・科目をどれほどの時間数をかけて学習するのかということを中心に考えられていることも多い。しかし、教科・科目のみによって教育を発展させることが困難なこともあり、教科外活動などの重要な意義が認められ、一定の活動については、教育課程の一部として正式に規定されている。現代社会では、教科・科目とそれ以外の諸活動を連携させて教育課程を編成することも注目され、この2つの部門の組み合わせは、今日の教育において大切な要素になっている。
現在の学校教育においては、教科外活動として、学級活動・ホームルーム活動、児童会活動・生徒会活動（どちらも委員会活動を含む）、学校行事（運動会、学習発表会、修学旅行など）、クラブ活動（部活動とは異なる）などからなる特別活動と、道徳の時間や総合的な学習の時間、外国語活動などが、全員が行う活動として学習指導要領に規定されている。また、その他の教科外活動としては、各学校における状況に合わせて、校内清掃や地域社会との交流などが行われている。
一方で部活動など、生徒等が自発的に参加する課外活動もあるが、それらは本項における教育課程には含まれない。

## 日本の学校の教育課程
日本の幼稚園、小学校、中学校、義務教育学校、高等学校、中等教育学校、特別支援学校における教育課程は、文部科学大臣が「教育課程の基準」として公示する教育要領・学習指導要領に基づいて定められる。各学校の教育課程を定める際には、学校の設置者が文部科学省その他の官公署（都道府県の教育委員会、「市町村」「特別区」「地方公共団体の組合」の教育委員会、知事部局）が作成した「解説」や「手引」を参考にして大綱を定めて、各学校がさらに年間計画などの詳細を定める。
教育要領・学習指導要領は、「幼稚園教育要領」「小学校学習指導要領」「中学校学習指導要領」「高等学校学習指導要領」「特別支援学校幼稚部教育要領」「特別支援学校小学部・中学部学習指導要領」「特別支援学校高等部学習指導要領」があり、約10年ごとに全部改正が行われている。
第二次世界大戦前における教育課程は、各学校種に応じた教則に基づいていた。

### 教育要領
幼稚園および特別支援学校の幼稚部における教育課程その他の保育内容について定められている。
認定こども園をはじめとする幼保一元化の動きもあり、厚生労働省が公示する「保育所保育指針」の位置づけも高まっている。

### 学習指導要領
各授業科目にかかる授業時間数（後期中等教育の場合。初等教育・前期中等教育においては学校教育法施行規則に授業時間数は定められている）、指導する内容、特別活動の内容などが細かく定められている。詳細は学習指導要領を参照のこと。
かつては、国立学校・公立学校・私立学校ともに例外なく学習指導要領に従うことが学校教育の要だった。1998年改定時のゆとり教育導入に関する件により、学習指導要領は従来の「教育の上限」から「教育の下限」へとその性質を変えたとされるものの、下限でありながらも高等学校必履修科目未履修問題などが起こった。

### 教則（旧制度）
明治時代中期から学校教育法が施行されるまで、教育課程の詳細を定めていた文部省（現在の文部科学省）の文書である。